# Parc zoologique d'Auckland
Le parc zoologique d'Auckland est un parc zoologique néo-zélandais situé à Auckland, à côté du parc Western Springs près du quartier des affaires de la ville. Il est actuellement géré par le conseil de la ville, avec l'aide de la société zoologique d'Auckland.
Le zoo d'Auckland a ouvert ses portes en 1922 en faisant l'expérience très tôt des difficultés principalement dues aux problèmes de santé des animaux. Cependant, à ce jour, le zoo compte approximativement 179 espèces pour un total de 1300 animaux sur une surface de 20 ha. Les visiteurs peuvent ainsi y voir des éléphants d'Asie, des wallabies, des tigres de Sumatra ainsi qu'une espèce très rare de félin, le chat de Temminck.
Il est le siège de la branche néozélandaise de l'Association des zoos et aquariums d'Océanie (ZAA).